# Danh sách quốc gia không có sân bay
Đây là danh sách các quốc gia (quốc gia có chủ quyền) và vùng lãnh thổ không có sân bay.

## Các quốc gia có chủ quyền
Trong số các quốc gia độc lập trên thế giới, chỉ có năm trong số sáu tiểu quốc gia châu Âu không có sân bay trong ranh giới của họ, mặc dù tất cả đều có ít nhất một sân bay trực thăng. Tất cả ngoại trừ Monaco đều không có biển. (Liechtenstein là quốc gia nội lục kép.)
| Quốc gia      | Ghi chú |
| ------------- | --- |
| Andorra       | Andorra không có sân bay, nhưng có ba sân bay trực thăng tư nhân, một trong số đó là sân bay trực thăng của bệnh viện. Một "Sân bay trực thăng Quốc gia" được lên kế hoạch xây dựng, nhưng quá trình này hiện đang bị đình trệ. Tính theo cả dân số và diện tích đất, đây là quốc gia lớn nhất không có sân bay. Các sân bay gần nhất ở Tây Ban Nha là sân bay Andorra-La Seu d'Urgell (12 km), Sân bay Lleida-Alguaire, Sân bay Barcelona-El Prat, và sân bay Girona-Costa Brava. Các sân bay gần nhất ở Pháp là Sân bay Carcassonne, Sân bay Perpignan – Rivesaltes và Sân bay Toulouse-Blagnac. Barcelona và Toulouse là những sân bay chính và là sự lựa chọn phổ biến nhất cho các chuyến du lịch đường dài đến Andorra. |
| Liechtenstein | Liechtenstein không có sân bay, nhưng có một sân bay trực thăng ở thị trấn Balzers phía nam. Các sân bay quốc tế gần nhất là Sân bay St. Gallen-Altenrhein ở Thụy Sĩ và Sân bay Friedrichshafen ở Đức, có rất ít chuyến bay theo lịch trình. Sân bay chính gần nhất là Sân bay Zurich ở Thụy Sĩ, có các dịch vụ đường sắt đến Buchs và Sargans. Từ những thị trấn này, người ta có thể bắt xe buýt bưu điện hoặc xe lửa đến Liechtenstein. |
| Monaco        | Monaco không có sân bay, nhưng có Sân bay trực thăng Monaco ở quận Fontvieille. Sân bay gần nhất là Sân bay Nice Côte d'Azur ở Pháp. |
| San Marino    | San Marino không có sân bay, nhưng có một sân bay trực thăng ở Borgo Maggiore và một sân bay nhỏ ở Torraccia với đường băng cỏ dài 680 mét (2.230 foot). Sân bay gần nhất là Sân bay Rimini, sau đó là Sân bay Bologna lớn hơn nhiều, cả hai đều ở Ý. |
| Thành Vatican | Thành phố Vatican không có sân bay, nhưng có Sân bay Trực thăng Thành phố Vatican ở góc phía tây, được sử dụng bởi các nguyên thủ và quan chức Vatican. Về mặt vật lý, không thể lắp một sân bay vào khu đất 0,44 km2 (0,17 dặm vuông Anh) của Vatican. Các sân bay gần nhất là Sân bay Rome Ciampino và Sân bay Rome – Fiumicino ở Ý. |

## Các quốc gia được công nhận hạn chế
| Quốc gia                         | Ghi chú |
| -------------------------------- | --- |
| Artsakh                          | Mặc dù có một sân bay ở Stepanakert, nhưng sân bay này đã không có hoạt động giao thông hàng không nào kể từ năm 1992.                         |
| Palestine                        | Mặc dù có bốn sân bay trong lãnh thổ Palestine, không có sân bay nào hoạt động kể từ năm 2004.                                                 |
| Sahrawi Arab Democratic Republic | Mặc dù có một số sân bay ở Tây Sahara, tất cả chúng đều nằm trong phần lãnh thổ do Maroc kiểm soát, ngoại trừ một đường băng đất gần Tifariti. |
| Nam Ossetia                      | |
| Transnistria                     | |

## Các lãnh thổ không tự quản
Trong số 17 lãnh thổ không tự quản trên thế giới, có hai lãnh thổ không có sân bay trong ranh giới của chúng: Tokelau và Quần đảo Pitcairn. Cả hai đều là nhóm đảo xa, vì vậy một chuyến đi thuyền khá dài là cách duy nhất để đến đó.
| Lãnh thổ          | Quốc gia có chủ quyền | Ghi chú |
| ----------------- | --------------------- | --- |
| Tokelau           | New Zealand           | Tokelau không có sân bay nên tàu thuyền là phương tiện di chuyển và đi lại duy nhất.                                                              |
| Quần đảo Pitcairn | UK                    | Quần đảo Pitcairn không có sân bay hoặc cảng biển; người dân trên đảo dựa vào thuyền dài để chở người và hàng hóa giữa tàu và bờ qua Vịnh Bounty. |